# 金野潤 (声優)
金野 潤（こんの じゅん、1975年10月18日 - ）は、日本の男性声優。マウスプロモーション所属。千葉県野田市出身。

## 経歴
1998年にNHKプロモーションアクターズゼミナール声優科入学。
2003年から2007年まではエーエス企画、2016年4月まではぷろだくしょんバオバブに所属していた。フリー期間を経て、2016年12月からマウスプロモーションに所属。

## 人物
趣味・特技はボルダリング、コーヒー入れ。資格は普通自動車免許。
好きな言葉は「虎視眈々」。

## 出演
太字はメインキャラクター。

### テレビアニメ
2006年
- ラブゲッCHU 〜ミラクル声優白書〜（観客3）

2007年
- ウエルベールの物語 〜Sisters of Wellber〜（ノーイ）
- 機動戦士ガンダム00（2007年 - 2008年、操舵士、マリナのSP、ジョシュア・エドワーズ、労働者） - 2シリーズ
- げんしけん2（薫）
- 逮捕しちゃうぞ フルスロットル（鑑識、友達）
- 湾岸ミッドナイト（若者 他）

2008年
- アリソンとリリア（ジャン、エド、兵士達、部下、整備班長、聴衆、客室乗務員B、運転手、ラジオの声、男B、管制官）
- イナズマイレブン（2008年 - 2014年、土門飛鳥、吉良周吾、浜野海士、前林香林、船木宏正、バンダ・コローギュ、バンダJr 他） - 4シリーズ
- カオス;ヘッド -CHAOS;HEAD-（藤田）
- 銀魂（隊士C、二等兵）
- 鉄のラインバレル（道明寺誠、アルマパイロット、高校生2、兵士、男子生徒）
- さぁイコー! たまごっち（とげっち、ばんからっち、家来）
- 屍姫（2008年 - 2009年、カップル・男、担任、不良、男子1、男子生徒） - 2シリーズ
- 絶対可憐チルドレン（看守）
- タカネの自転車（アナウンサー）
- To LOVEる -とらぶる-（2008年 - 2015年、マウル、池面先輩、美術教師、男子生徒、手下、不良、セブン、イロガマ、後輩A、サッカー選手、男、宇宙人A、数学教師、記者B、生徒、議員、パイロット） - 3シリーズ
- BUS GAMER
- PERSONA -trinity soul-
- まかでみ・WAっしょい!（生徒B）
- マクロスF（学生B、ケータイ君、男、記者、三島の部下、記者A、秘書、テムジン、レーダー手、パイロット、青年、教師、新統合軍パイロット、店主、SP、将校、秘書官）
- もっけ（サラリーマン）

2009年
- かなめも（宇宙人）
- クプ〜!!まめゴマ!（中古車店の店長、ロックな若者、イケメンまめゴマ、黒服B、水族館のアザラシ）
- こばと。（おじい）
- 地獄少女 三鼎（中島公司、辻乃橋巧）
- スキップ・ビート!（スタッフ、監督）
- アニメBOYヒーロー明龍（2009年 - 2015年、ダイゴ 他） - 3シリーズ
- 戦国BASARA（2009年 - 2010年、文七郎、徳川家臣） - 2シリーズ
- 戦場のヴァルキュリア（帝国兵、兵士）
- たまごっち!（2009年 - 2014年、ADっち、ラブパパリっち、とげっち、たまごっちスクール、どーなっち、ごっち大王の家来、アナウンサー、野良っちっち、たいふうっち、もんきーっち、ガシャポンっち父、しゅりけんっち、すのぽっち、たまひこ王子、家来っち、はるかぜっちの兄、バトラーっち、こくばんっち先生、ちゅうかっち、しりもっち、サーカスっち2、監督、ごっちもっち） - 4シリーズ
- 鋼の錬金術師 FULLMETAL ALCHEMIST（憲兵A、教団員A、兵士、兵士A）
- ファイト一発!充電ちゃん!!（C判定のサラリーマン、浪人生、アナウンサー、若者、中学生、男）
- Phantom 〜Requiem for the Phantom〜（買い物客）
- FAIRY TAIL（2009年 - 2010年、バニッシュブラザーズ兄、村人）
- ポケットモンスター ダイヤモンド&パール（ユウサク）

2010年
- うちの3姉妹（宅配便のお兄さん）
- おおきく振りかぶって 〜夏の大会編〜（沢村真人）
- 閃光のナイトレイド
- ダンス イン ザ ヴァンパイアバンド（役員B）
- ちゅーぶら!!（男子生徒）
- デュラララ!!（ヤンキー、黄巾賊Z）
- ドラえもん（テレビ朝日版第2期）（中年男B）
- HEROMAN（警官A、スクラッグ兵、警官）
- BLEACH（刀獣）

2012年
- エリアの騎士（工藤健哉）

2013年
- DIABOLIK LOVERS（リヒター）

2014年
- 咲-Saki-全国編（記者）
- サザエさん（医者）

2015年
- ガンダムビルドファイターズトライ（タジマ）

2016年
- DAYS（黄色チーム）
- 名探偵コナン（2016年 - 2021年、平井安太郎、羽生正、呉野次郎、丸田大輔）

2017年
- アイカツスターズ!（カメラマン）
- ベイブレードバースト ゴッド（ジャンゴ・マタドール、アラン・ルノール、トミー）

2018年
- イナズマイレブン アレスの天秤 / オリオンの刻印（2018年 - 2019年、辺見渡、土門飛鳥） - 2シリーズ
- ウマ娘 プリティーダービー（観客）

2019年
- MIX（2019年 - 2023年、駒耕作） - 2シリーズ

### 劇場アニメ
2007年
- えいがでとーじょー! たまごっち ドキドキ! うちゅーのまいごっち!?（とげっち）

2008年
- HIGHLANDER ハイランダー 〜ディレクターズカット版〜（スカベンジャー）
- 映画! たまごっち うちゅーいちハッピーな物語!?（とげっち）

2009年
- 劇場版 マクロスF 虚空歌姫〜イツワリノウタヒメ〜（青年）

2010年
- 劇場版イナズマイレブン 最強軍団オーガ襲来（土門飛鳥、辺見渡、ザゴメル・ザンデ）
- 劇場版 マクロスF 恋離飛翼〜サヨナラノツバサ〜（青年）
- おまえうまそうだな
- 銀幕ヘタリア Axis Powers Paint it, White（白くぬれ!）（神聖ローマ）

2011年
- 劇場版イナズマイレブンGO 究極の絆 グリフォン（浜野海士、カイ、帆田光洋）
- 劇場版 戦国BASARA -The Last Party-（文七郎）

2017年
- たまごっち ひみつのおとどけ大作戦!（たまごっちスクール）

2024年
- 映画 イナズマイレブン総集編 伝説のキックオフ（土門飛鳥）

### OVA
2009年
- 聖闘士星矢 THE LOST CANVAS 冥王神話（聖闘士候補生）
- To LOVEる -とらぶる-（芸人、モンスター、男性）
- ひぐらしのなく頃に礼（オタクC）
- HELLSING（ヘタレ傭兵）

2010年
- “文学少女”メモワールIII -恋する乙女の狂想曲-（男子生徒1）

2018年
- イナズマイレブン Reloaded（土門飛鳥）

### Webアニメ
- Axis powers ヘタリアシリーズ（2009年 - 2010年、神聖ローマ、フランスの人、中国上司、上司A、男子、青年） - 3シリーズ
- イナズマイレブン アウターコード（2016年 - 2017年、雪野星也、辺見渡）

### ゲーム
2007年
- ワイルドアームズ クロスファイア（パイドラス・ブランカス）

2008年
- To Loveる -とらぶる- ドキドキ!臨海学校編（コテンパン、少年、子犬）
- マクロスエースフロンティア（パイロット男A）

2009年
- イナズマイレブン シリーズ（2009年 - 2010年、土門飛鳥） - 5作品
- 内田康夫DSミステリー 名探偵・浅見光彦シリーズ「副都心連続殺人事件」（皆口隆夫、友地）
- SDガンダム GGENERATION WARS（一般兵）
- たまごっちのなりきりチャンネル（ADっち）
- FINAL FANTASY CRYSTAL CHRONICLES Echoes of Time（ウァルトリール）
- Blade Chronicle
- マクロスアルティメットフロンティア（カグラ・ユウト）

2010年
- Another Century's Episode:R（テムジン）
- Tartaros-タルタロス-（ベルリオン）

2011年
- イナズマイレブン ストライカーズ（2011年 - 2012年、土門飛鳥、辺見渡、ゴッカ、メトロン、ザゴメル、浜野海士、カイ、喜多一番、湾田七雄人、ラセツ 他） - 3作品
- イナズマイレブンGO（2011年 - 2013年、浜野海士、喜多一番、湾田七雄人、白咲克也、押井剛、バンダ・コローギュ、船木宏正 他） - 4作品
- 真かまいたちの夜 11人目の訪問者（黒井爽一郎）
- 第2次スーパーロボット大戦Z 破界篇（ジョシュア・エドワーズ、テムジン）
- マクロストライアングルフロンティア（カグラ・ユウト）

2012年
- スーパーロボット大戦OGサーガ 魔装機神 THE LORD OF ELEMENTAL（カンツォート・ジョグ）
- DIABOLIK LOVERS（リヒター）

2013年
- スーパーロボット大戦UX（道明寺誠、青年〈マクロスF〉）
- たまごっち!せーしゅんのドリームスクール（ごっちもっち）
- ディズニー インフィニティ（ナレーション）

2015年
- 第3次スーパーロボット大戦Z 天獄篇（ギャラクシー船団幹部 青年）

2017年
- ベイブレードバースト ゴッド（ジャンゴ・マタドール、アラン・ルノール）

2019年
- ファイアーエムブレム 風花雪月（ランドルフ）

2022年
- ファイアーエムブレム無双 風花雪月（ランドルフ＝フォン＝ベルグリーズ）

2024年
- グランブルーファンタジー リリンク
- ウマ娘 プリティーダービー 熱血ハチャメチャ大感謝祭!

### デジタルコミック
- VOMIC
  - 悪魔で候（戸葉一郎）
  - SKET DANCE（島田の父）
  - ぬらりひょんの孫（清継〈年少時〉）
  - ノノノノ（加東雅史）
  - 保健室の死神（藤麓介）

### ドラマCD
- イナズマイレブンGO ドラマCD「特訓の絆!!」（浜野海士[11]）
- COPPERS（ティック[3]）
- 今日の早川さん（CAF_CONDRの店員）
- SKET DANCE（山之辺邦夫[3]）
- となりのネネコさん（先生[3]）
- ノノノノ（加東雅史[3]）
- “文学少女”と飢え渇く幽霊【前篇】（森下）
- ドラマCD ヘタリア×羊でおやすみシリーズ Vol.3（神聖ローマ）
- 勾玉花伝 巫女姫様とさくらの契約（那見彦）
- 野獣で初恋（名取）

### オーディオブック
- 嫌われる勇気 自己啓発の源流「アドラー」の教え（2019年、朗読）
- 幸せになる勇気 自己啓発の源流「アドラー」の教えII（2019年、朗読）

### 吹き替え

#### 映画
- ウルトラ I LOVE YOU!
- お願い!プレイメイト
- 恋する輪廻 オーム・シャンティ・オーム（パップー[3]〈シュレーヤス・タラプデー〉）
- 6TRAP 6トラップ
- 13日の金曜日
- ストーンウォール（レイ/ラモーナ〈ジョニー・ボーシャン〉[12]）
- ゾディアック
- TIME/タイム（レビ神父[3]〈オーガスト・エマーソン〉）
- バイオハザードV リトリビューション（セルゲイ[3]〈ロビン・カシヤノフ〉）
- ヘアスプレー
- レイチェルの結婚

#### テレビドラマ
- iCarly
- キル・ポイント
- ギルモア・ガールズ
- クリミナル・マインド FBI行動分析課
- コウラン伝 始皇帝の母（逸〈ジャオ・イーチン〉[13]）
- コーヒープリンス1号店
- コールドケース5 #1
- サニー with チャンス
- サマンサ Who?
- CSI:7 科学捜査班
- CSI:ニューヨーク（トム）
- CSI:マイアミ5（ウォルター少年）
- スターゲイト アトランティス（ドラン、チャック・ハーミオド[3]）
- NUMBERS 天才数学者の事件ファイル
- THE FLASH/フラッシュ（ダントン・ブラック）
- ブルーブラッド 〜NYPD家族の絆〜（エステバン[3]）
- Major Crimes 〜重大犯罪課
- ヤング・スーパーマン

#### アニメ
- アイアンマン ザ・アドベンチャーズ（トニー・スターク / アイアンマン[3]）
- おさるのジョージ

## ディスコグラフィ

### キャラクターソング
| 発売日         | 商品名                                                                     | 歌                                       | 楽曲               | 備考                                                      |
| -------------- | -------------------------------------------------------------------------- | ---------------------------------------- | ------------------ | --------------------------------------------------------- |
| 2009年10月23日 | ヘタリア Axis Powers DVD第5巻初回限定版特典CD                              | 神聖ローマ（金野潤）                     | 「まるかいて地球」 | Webアニメ『ヘタリア Axis Powers』関連曲                   |
| 2013年2月27日  | イナズマイレブンGOクロノ･ストーンオールスターズ キャラクターソングアルバム | 浜野海士（金野潤）、倉間典人（高垣彩陽） | 「DO OUR BEST!!」  | テレビアニメ『イナズマイレブンGO クロノ・ストーン』関連曲 |

### シリーズ一覧
1. ↑  1ST SEASON（2019年）、2ND SEASON『MEISEI STORY 〜二度目の夏、空の向こうへ〜』（2023年）
2. ↑  『2 脅威の侵略者 ファイア』『2 脅威の侵略者 ブリザード』（2009年）、『3 世界への挑戦!! スパーク』『3 世界への挑戦!! ボンバー』『3 世界への挑戦!! ジ・オーガ』（2010年）
3. ↑  『ストライカーズ』『2012エクストリーム』（2011年）、『GO 2013』（2012年）
4. ↑  『シャイン』『ダーク』（2011年）、『ギャラクシー ビッグバン』『スーパーノヴァ』（2013年）